# Laura García-Caro
Laura García-Caro (née le 16 avril 1995 à Lepe, Huelva) est une athlète espagnole, spécialiste de marche.

## Carrière
En 2014, elle termine quatrième des Championnats du monde juniors, placement qu'elle répète lors des Championnats d'Europe espoirs en 2015. La même année, elle marche en 1 h 29 min 32 s sur 20 km à Murcie lors de la Coupe d'Europe de marche.

## Palmarès
| Date | Compétition                   | Lieu      | Résultat | Épreuve         | Marque          |
| ---- | ----------------------------- | --------- | -------- | --------------- | --------------- |
| 2012 | Coupe du monde                | Saransk   | 19e      | 10 km marche    | 49 min 44 s     |
| 2012 | Championnats du monde juniors | Barcelone | 24e      | 10 000 m marche | 50 min 13 s 77  |
| 2014 | Coupe du monde                | Taicang   | 4e       | 10 km marche    | 45 min 29 s     |
| 2014 | Championnats du monde juniors | Eugene    | 4e       | 10 000 m marche | 44 min 32 s 84  |
| 2015 | Championnats d'Europe espoirs | Tallinn   | 4e       | 20 km marche    | 1 h 31 min 52 s |
| 2015 | Championnats du monde         | Pékin     | 32e      | 20 km marche    | 1 h 36 min 22 s |
| 2017 | Championnats du monde         | Londres   | 9e       | 20 km marche    | 1 h 29 min 29 s |
| 2021 | Coupe d'Europe de marche      | Poděbrady | 3e       | 20 km marche    | 1 h 28 min 07 s |
| 2021 | Jeux olympiques               | Tokyo     | 34e      | 20 km marche    | 1 h 37 min 48 s |
| 2022 | Championnats ibéro-américains | La Nucia  | 1re      | 10 000 m marche | 43 min 33 s 72  |
| 2022 | Championnats du monde         | Eugene    | 6e       | 35 km marche    | 2 h 42 min 45 s |
| 2024 | Jeux olympiques               | Paris     | 7e       | 20 km marche    | 1 h 28 min 12 s |

## Records
| Épreuve         | Performance     | Lieu       | Date            |
| --------------- | --------------- | ---------- | --------------- |
| 10 000 m marche | 43 min 16 s 76  | Nerja      | 24 juin 2022    |
| 20 km marche    | 1 h 27 min 19 s | La Corogne | 18 mai 2024     |
| 35 km marche    | 2 h 42 min 45 s | Eugene     | 22 juillet 2022 |